# 高志內親王
高志內親王（789年—809年6月23日），第五十三代淳和天皇的妃，桓武天皇與藤原乙牟漏皇后之女。

## 生平
桓武天皇十分寵愛高志內親王，將她許配給淳和天皇為妃，敘位三品。大同四年五月逝世，年仅二十一岁。生恒世親王、氏子內親王、有子內親王、貞子內親王。淳和天皇即位後，追贈為皇后。

## 來源
【大日本史卷之七十七 列傳第四 后妃四 （页面存档备份，存于）】